# 第四代里奇蒙公爵查爾斯·倫諾克斯
查爾斯·倫諾克斯（英語：Charles Lennox，1764年12月9日—1819年8月28日），蘇格蘭貴族，1807年至1813年擔任愛爾蘭總督、1818年至1819年擔任加拿大總督。

## 家庭
1789年，倫諾克斯與夏洛特·戈登結婚，兩人共有5子7女：
1. 瑪麗（1790年—1847年），查爾斯·奧古斯都·斐茲洛伊的妻子
2. 查爾斯（1791年—1860年），第五代里奇蒙公爵
3. 約翰（英语：Lord John Lennox）（1793年—1873年）
4. 莎拉（1794年—1873年）
5. 喬治亞娜（1795年—1891年）
6. 威廉（英语：Lord William Lennox）（1799年—1881年）
7. 珍（1800年—1861年）
8. 薩塞克斯（英语：Lord Sussex Lennox）（1802年—1874年）
9. 路易莎（1803年—1900年）
10. 夏洛特（1804年—1833年）
11. 亞瑟（英语：Lord Arthur Lennox）（1806年—1864年）
12. 索菲亞（1809年—1902年）